# Тухайм
Тухайм (нем. Tucheim) — община в Германии, в земле Саксония-Анхальт. 
Входит в состав района Йерихов. Подчиняется управлению Гентин.  Население составляет 1377 человек (на 31 декабря 2006 года). Занимает площадь 54,05 км².
Община подразделяется на 4 сельских округа.

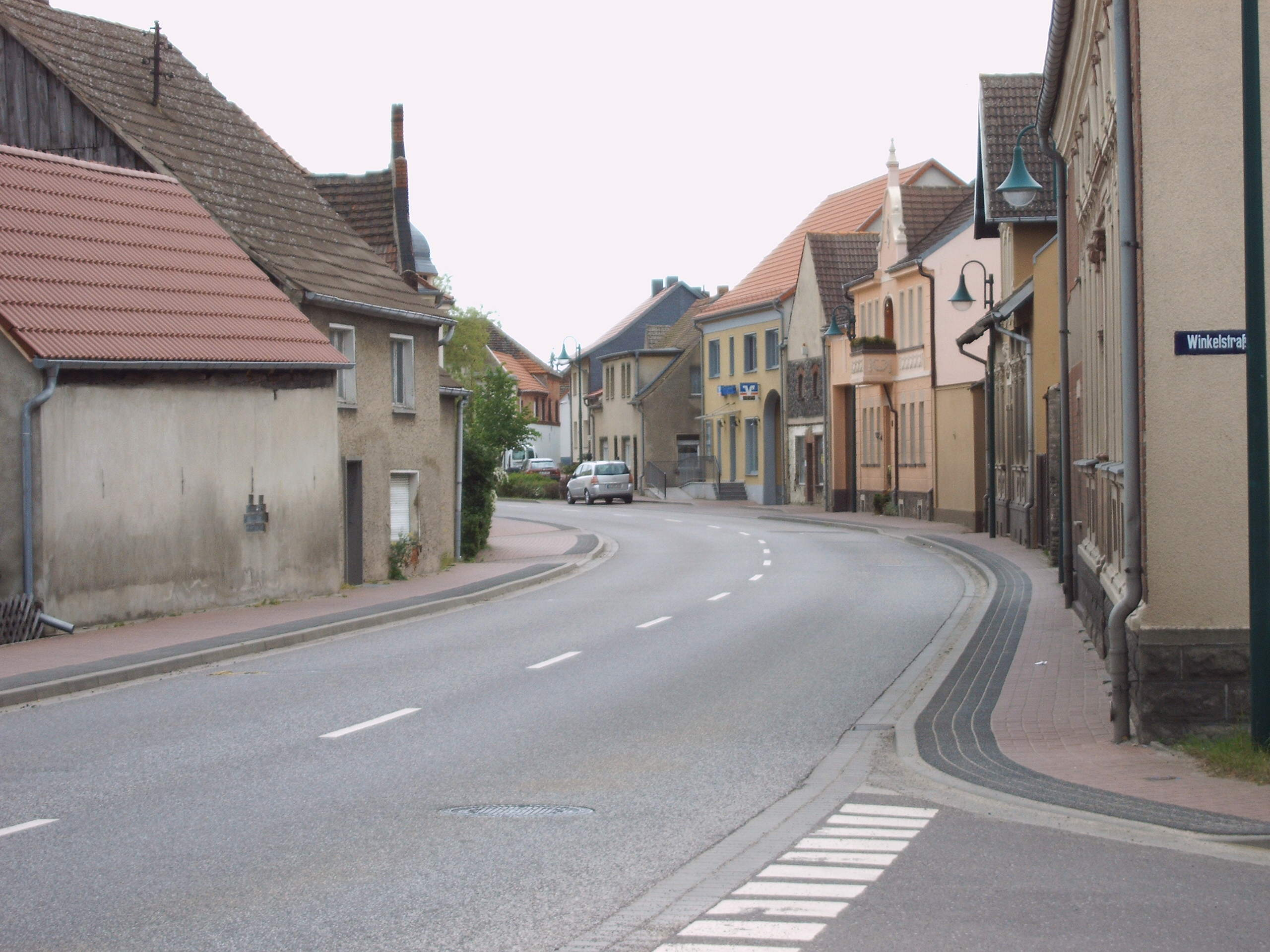
Тухайм

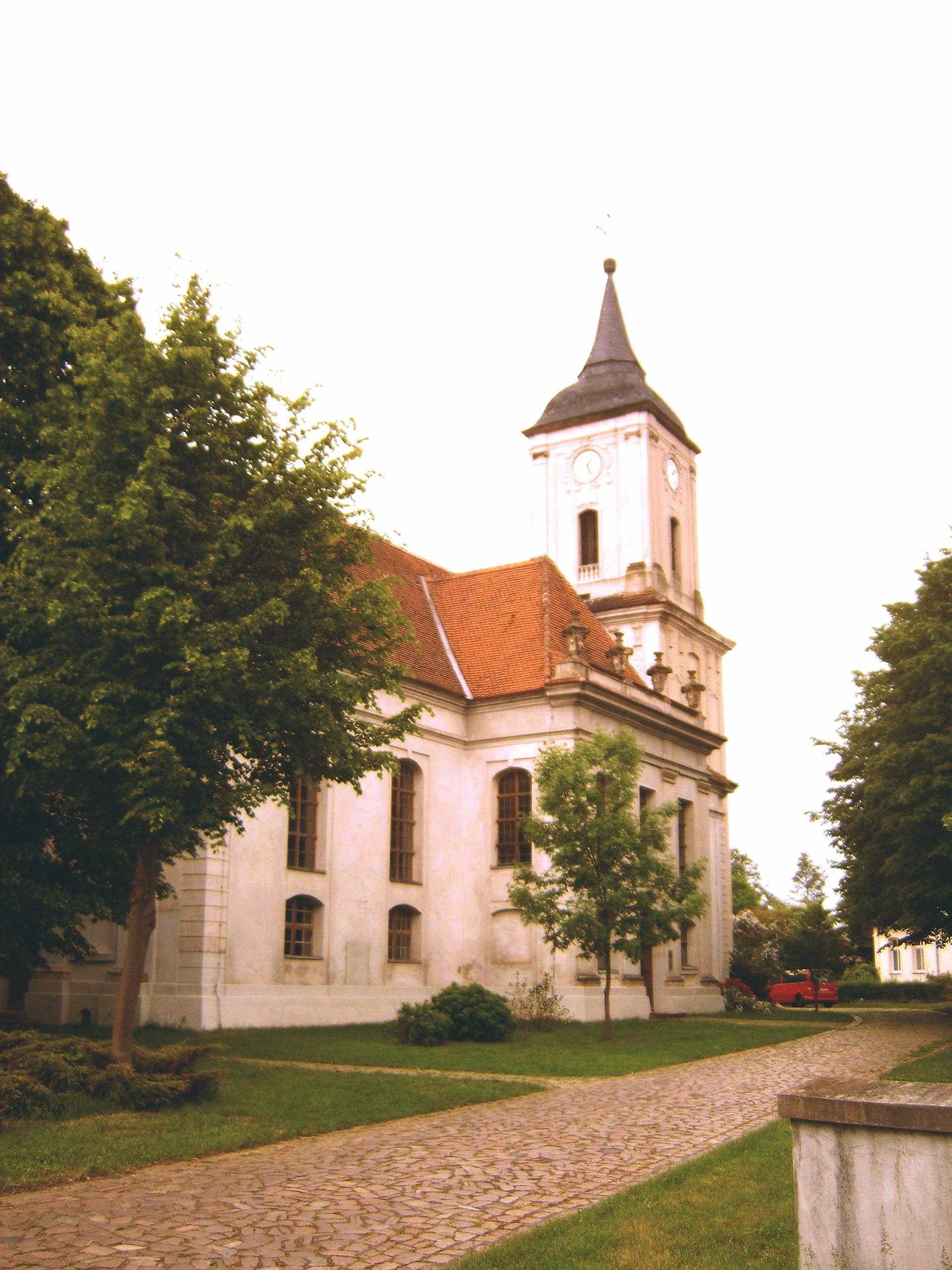
Церковь